# رؤیایی برای یک بی‌خوابی
رؤیایی برای یک بی‌خوابی (به انگلیسی: Dream for an Insomniac) فیلمی محصول سال ۱۹۹۸ و به کارگردانی تیفانی دیبارتلو است. در این فیلم بازیگرانی همچون آیونی اسکای، جنیفر آنیستون، مکنزی آستین، مایکل لندز، رابرت کلکر و سیمور کاسل ایفای نقش کرده‌اند.